# 外本伸治
外本 伸治（ほかもと しんじ）は、日本の工学者。専門は主に航空宇宙工学や制御、システム工学。主に学会誌への原著論文の発表を行っている。九州大学工学部航空工学研究科卒。

## 経歴
熊本県立玉名高等学校を経て、1984年に九州大学工学部航空工学研究科を卒業。1987年から佐賀大学で教員となり、講師や助教授、教授などを歴任した。
2010年から九州大学教授となり、2024年現在は九州大学大学院工学研究院航空宇宙工学部門の教授を務めている。